# Magdeburger Sport-Vereinigung
Die Magdeburger Sport-Vereinigung (MSV) war ein lokaler Fußballverband in der Stadt Magdeburg.

## Geschichte
Die MSV wurde am 24. Februar 1903 durch den FuCC Cricket-Viktoria 1897 Magdeburg und den SC Germania 1898 Magdeburg gegründet. Beide Vereine waren am gleichen Tag auf Grund von Streitigkeiten aus dem Verband Magdeburger Ballspiel-Vereine (VMBV) ausgetreten, da man sich anderen Vereinen gegenüber benachteiligt sah. Weiterhin traten dem Verband auch noch der SC Fortuna 1901 Magdeburg und der FC Eintracht 1902 Magdeburg bei.
Von Mitte März bis in den April 1903 wurde eine Diplommeisterschaft der ersten und unteren Mannschaften ausgetragen. Der Meister ist unbekannt, vermutlich wurde der Wettbewerb vorzeitig abgebrochen.
Nachdem der Verband Magdeburger Ballspiel-Vereine die Forderungen von Cricket Victoria und des SC Germania angenommen hatte, traten beide Clubs dem VMBV wieder bei. Auch der SC Fortuna und der FC Eintracht traten in den Verband ein, womit die Magdeburger Sport-Vereinigung nach nur sehr kurzem Bestehen wieder aufgelöst wurde.